# Maursundtunnelen
Maursundtunnelen er en undersøisk vejtunnel som går under Maursundet mellem fastlandet og øen Kågen i Troms og Finnmark fylke i Norge. Tunnelen går mellem Hamneidet i Nordreisa kommune på fastlandet og Kågelva på Kågen, og er en del af riksvei 866. Tunnelen erstattede færgeforbindelsen mellem Hamneidet og Flåten. Maursundtunnelen er 2.122 meter lang, og dybeste punkt er 92,5 meter under havet. Største stigning i tunnelen er 10 %. Tunnelen blev åbnet 6. juli 1991. Sammen med Skattørsundet bru danner Maursundtunnelen fastlandsforbindelsen til Skjervøy.